# Хаџилар
Хаџилар, Иџилар или Јајџилар (грч. Ξυλοκερατιά, Ксилокератија) је насељено место у општини Кукуш у периферији Средишња Македонија, Грчка. Према попису из 2021. године било је 203 становника.
Према бугарском географу и историчару, Василу Канчову, у Хаџилару је 1900. године живело 470 Словена хришћана и 50 Турака. Током Другог балканског рата село је страдало од грчке војске а становништво је протерано. На њихово место су насељене грчке избегличке породице из Турске. На попису из 1928. године Хаџилар је имао 420 становника.